# Oscuramento gravitazionale
Si definisce oscuramento gravitazionale  un fenomeno astronomico derivato dalla rotazione rapidissima di una stella di massa altamente compressa. Non essendo la stessa di forma perfettamente sferica, tende ad avere un diametro maggiore all'equatore rispetto ai poli. Di conseguenza, i poli hanno una gravità superficiale superiore e pertanto maggiore temperatura e luminosità. Per tale motivo, i poli sono più brillanti a causa della gravità e, per la stessa ragione, l'equatore resta oscurato. Questo fenomeno è stato osservato nella brillante stella Regulus A (α Leonis).
La stella possiede una forma compressa perché la forza centrifuga dovuta alla rotazione genera una pressione addizionale in direzione dell'esterno della stella. La forza centrifuga si definisce matematicamente tramite la formula:
{\displaystyle F_{\text{centrifuga}}=m\Omega ^{2}\rho }
dove {\displaystyle m} è la massa, {\displaystyle \Omega } è la velocità angolare, e {\displaystyle \rho } è la distanza radiale rispetto all'asse di rotazione. Nel caso di una stella, {\displaystyle \rho } aumenta dal polo all'equatore. Questo significa che le regioni equatoriali subiranno una maggiore forza centrifuga rispetto alle regioni polari. La forza centrifuga spinge la massa lontano dall'asse di rotazione, generando una minore pressione del gas nelle regioni equatoriali della stella. Questo fa sì che in tali regioni stellari il gas sia meno denso e meno caldo. 
Prima dell'arrivo della interferometria, per studiare l'atmosfera delle stelle, le uniche immagini utilizzabili erano quelle fornite dall'HST, che nel corso degli anni ha ripreso vari tipi di superfici di supergiganti rosse; come Betelgeuse (α Orionis) osservata il 3 marzo 1995 da Andrea Dupree dell'Harvard Smithsonian Center for Astrophysics a Cambridge e Roland Gilliland dello Space Telescope Institute di Baltimora utilizzando la camera FOC del telescopio spaziale.
Successivamente utilizzando l'interferometro COST (Cambridge Optical Aperture Synthesis Telescope) si sono riusciti a scoprire dettagli superficiali della stessa Betelgeuse prima invisibili.
Questa apparecchiatura con una lunghezza nell'ottico di 100 metri combinando diverse osservazioni con telescopi posti su satelliti artificiali, è riuscita a darci risoluzioni più elevate anche dell'HST e quindi porre un punto di svolta all'analisi delle atmosfere stellari.
Susseguentemente utilizzando un insieme di 6 telescopi di 1 metro di diametro posti a distanze variabili per poter intercettare l'interferenza delle onde elettromagnetiche si è riusciti a riprodurre le caratteristiche di un telescopio gigante.
Questo sistema prende il nome di C.H.A.R.A. (Center for Hight Angolar Resolution Astronomy) che riproduce la qualità di un telescopio che opera nell'infrarosso avente un diametro di 265 metri. Il metodo ha dato la possibilità di osservare Altair (α Aquilae), che è una stella centinaia di volte più piccola di una supergigante rossa, appartenente alla sequenza principale.
L'utilizzo di questi sei telescopi, che lavorano nella banda ottica IR ha una certa limitazione: quella che la loro combinazione ne rende impossibile l'utilizzo per oggetti deboli o poco luminosi; quindi è preferibile adoperarli per stelle particolarmente luminose, però questo tipo di sistema interferometrico permette di avere risposte 10 volte più valide di quelle ottenute con l'Hubble ed una risoluzione spaziale 25 volte migliore.
I ricercatori dell'Università del Michigan, guidati da John Monnier hanno scoperto che Altair ruota ad una velocità di 300 km/s all'equatore; ed è a causa di questa elevata velocità che assume una forma schiacciata ai poli di circa il 22%, e mostra zone oscure attorno al massimo circolo come prevede il fenomeno dell'oscuramento gravitazionale.
Tutto ciò ha fatto in modo che le precedenti teorie previste per modelli standard di evoluzione stellare elaborate per quelle stelle poste nella sequenza principale siano rivedute.

## Riferimenti
Morfologie stellari svelate